# Генсвайн, Георг
Георг Генсвайн (нем. Georg Gänswein; род. 30 июля 1956, Ридерн-ам-Вальд, Вальдсхут, ФРГ) — немецкий куриальный прелат и сановник, ватиканский дипломат. Личный секретарь Папы римского Бенедикта XVI с 19 апреля 2005 года по 28 февраля 2013 года. Титулярный архиепископ Урбисальвии с 7 декабря 2012 года. Префект Дома Его Святейшества и префект Апостольского дворца с 7 декабря 2012 года по февраль 2023 года. Апостольский нунций в Латвии, Литве и Эстонии с 24 июня 2024.

## Биография
Известен итальянцам как «Падре Георг» или из-за своего красивого взгляда, «Bel Giorgio» («Прекрасный Джорджо»), Генсвайн родился в маленьком городке в Германии и был рукоположён в католического священника 31 мая 1984 года. После своей ординации, Генсвайн посвятил себя строгим академическим действиям. Он получил свою докторантуру в каноническом праве в Мюнхенском университете имени Людвига Максимилиана в 1993 году, и прибыл в Рим в 1995 году как официал Конгрегации Богослужения и Дисциплины Таинств.
В 1996 году, Генсвайн был приглашен кардиналом Йозефом Ратцингером поступить на службу в Конгрегацию Доктрины Веры. После назначения в штат кардинала Ратцингера, Генсвайн стал профессором канонического права в Папском Университете Святого Креста. В 2000 году, Генсвайн был возведён папой римским Иоанном Павлом II в капеллана Его Святейшества. Он сменил Йозефа Клеменса в качестве секретаря Ратцингера в 2003 году, после назначения Клеменса в Папский Совет по делам Мирян. Ратцингер был избран папой римским в 2005 году, а годом позднее 28 января 2006 года он назвал своего секретаря почётным прелатом Его Святейшества. Это навело на мысль, что Генсвайн должен будет заменить стареющего кардинала Фридриха Веттера, в качестве нового архиепископа Мюнхена и Фрайзинга. Однако, папа римский Бенедикт XVI назначил Рейнхарда Маркса новым архиепископом в декабре 2007 года.
В своей личной жизни, Генсвайн посвящает своё время игре в теннис, лыжному спорту, и полётам на самолетах. Является доктором канонического права.
В интервью в июле 2006 года, он описал день папы римского: «День папы начинается с мессы в 7 утра, сопровождаемый утренней молитвой и периодом размышления. Впоследствии мы завтракаем вместе, и мой день тогда начинается с сортировки корреспонденции, которая прибывает в значительном количестве». Он сказал, что он сопровождает Бенедикта XVI на утренние аудиенции, сопровождает на ланч вместе, «короткая прогулка», и отдых, после которого он «передает папе документы, которые требуют его подписи, или его изучения и одобрения».

## Префект Папского Дома

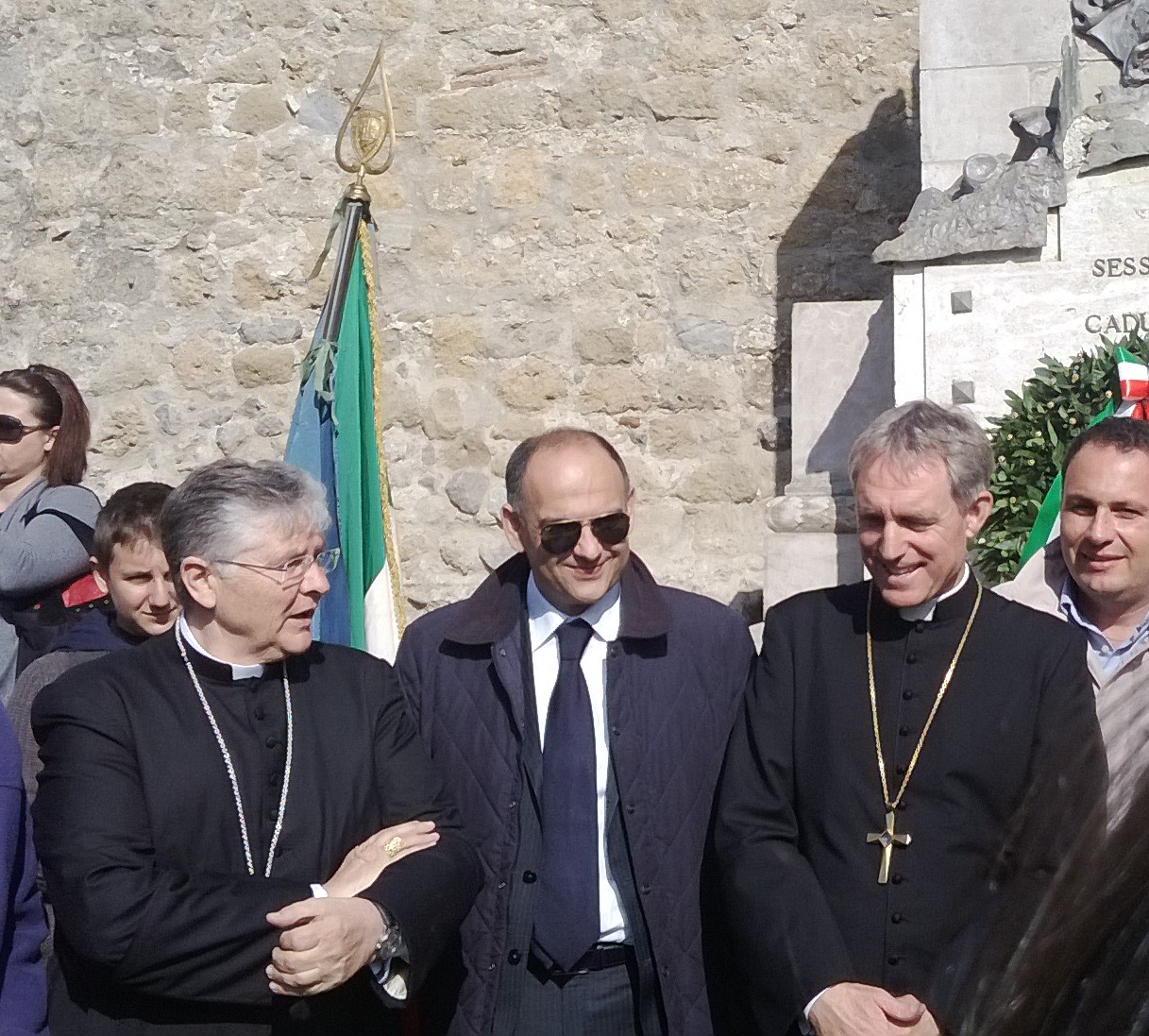
Георг Генсвайн с Орациом Фрэнсисом Пиацца, епископ Сесса-Аурунки

7 декабря 2012 года, личный секретарь Папы, монсеньор Георг Генсвайн был назначен префектом Папского Дома, а также возведён в ранг архиепископа. Ранее префектом Папского Дома был Джеймс Харви, который в ноябре этого года покинул этот пост, когда Папа сделал его кардиналом и архипресвитером папской базилики Сан-Паоло фуори Ле Мура.
Генсвайн был рукоположён в сан архиепископа 6 января 2013 года вместе с Анджело Винченцо Дзани, Николя Тевененом и Фортунатусом Нвачукву, ординацию возглавил лично Папа Бенедикт XVI, которому помогали соконсекраторы — государственный секретарь Святого Престола кардинал Тарчизио Бертоне и префект Конгрегации католического образования кардинал Зенон Грохолевский.
С февраля 2023 года архиепископ Генсвайн покинул пост префекта Папского Дома, после смерти Бенедикта XVI личному секретарю Папы было предписано до февраля 2023 года покинуть ватиканский монастырь «Mater Ecclisiae», в котором проживал усопший Папа на покое.
В июне 2023 года Георгу Генсвайну после аудиенции у главы Ватикана приказано покинуть Рим и вернуться в родную епархию в Германии без ожидавшегося назначения на новую должность, под предлогом того, что все личные секретари умерших первоиерархов не оставались на службе в Италии.

## Апостольский нунций в Балтийских странах
24 июня 2024 года Папа Франциск назначил монсеньора Георга Генсвайна апостольским нунцием в Латвии, Литве и Эстонии. Назначение на дипломатическую должность является традицией для бывших папских секретарей, и о назначении Генсвайна на эту должность ходили слухи ещё в марте 2023 года, а назначение в страны Балтии обсуждалось в прессе в апреле 2024 года. Католическое информационное агентство назвало назначение Генсвайна нунцием неожиданным, поскольку у него и Папы Римского были довольно напряжённые отношения, и Франциск оставил его без официальной должности на год. Три дипломатических поста, которые занял Генсвайн, были освобождены архиепископом Петром Раичем всего тремя месяцами ранее. Генсвайн стал лишь шестым действующим апостольским нунцием, который не учился в Папской церковной академии, учебном заведении для большинства членов дипломатического корпуса Святого Престола.

## Герб
На гербе архиепископа Генсвайна расположен дракон, который геральдически символизирует своего покровителя, святого Георгия, а в период его службы префектом Папского Дома, дракона можно было бы рассматривать как символ защиты Папы римского. Также на гербе расположены ракушка и звезда - элементы папских гербов Бенедикта XVI и Франциска, в понтификаты которых Генсвайн занимал работал префектом Папского Дома. Генсвайн принял «Testimonium Perhibere Veritati» («чтобы свидетельствовать о истине»), в качестве своего епископского девиза.